# 마이 리틀 쉐프
《마이 리틀 쉐프 (My Little Chef)》는 2002년 7월 10일 ~ 2002년 9월 11일까지 TBS에서 방송된 드라마. 시간은 매주 수요일 밤 10시 ~ 10시 54분까지, 총 10회. 평균 시청률 8.2%, 최고 시청률 9.7%. 주연은 야다 아키코.

## 개요
지금은 세상을 떠난, 천재 요리 사카모사와 신이치(하바 유이치)를 아버지로 둔 카모사와 세리(야다 아키코)는 무명에 경력도 없어 니자 시골의 양로원에서 요리장을 맡고 있었다.
그런 그녀가 죽은 아버지의 꿈을 실현하기 위해서 동생 나즈나(우에토 아야)와 함께 도쿄로 상경한다. 요리사가 되기 위해, 일본 최고의 프랑스 레스토랑에서 일할 예정이었던 레스토랑은 이미 다른 사람 손으로 넘어 간 뒤. 세리와 동생이 머물 곳은 어디에도 없다.
상황이 곤란해진 세리와 동생은 시골로 돌아가려 하지만, 실업 중인 레스토랑 지배인 타치바나 켄사쿠 (아베 히로시)와 우연찮은 만남으로 상황이 반전. 세리의 솜씨에 켄사쿠는 세리를 쉐프로, 자신도 이전에 성공하지 못한 꿈의 이상의 레스토랑인 프랑스 레스토랑 ‘Petit Étoile (쁘띠 에뜨와루)’를 개업하게 되는데…

## 캐스팅

### Petit toile
카모사와 세리 (25) - 야다 아키코
일류 세프였던 신이치의 딸. 손님의 마음이나 기분을 중요하게 생각하고, 이를 기초로 요리를 만든다. 켄사쿠가 실력에 《Petit toile》를 개장, 세프가 되지만, 개점 초기에는 쑥스러움과 낯가림으로 실패하지만, 22년 전 일찍이 부친의 요리를 먹어 본 카를로스 코이즈미의 말에 용기를 얻고 요리를 하기 시작한다.
타치바나 켄사쿠 (38) - 아베 히로시
오너. toile(에또와르)를 해고 되고, 세리의 음식을 먹어 본 뒤, 융자를 받아 《Petit toile》를 개업한다.
카모사와 나즈나 (18) - 우에토 아야
세리의 이복 여동생. 낯가림의 심한 언니가 걱정되어, 함께 도쿄로 상경. 《Petit toile》의 웨이트레스 일하며, 서비스업에 대해 생각한다.
토도 헤이스케 (38) - 카지하라 젠
부쉐프. 켄사쿠와는 중학교 시절 같은 반 친구.
사기사카 타이치 (21) - 우치다 아사히
어시스턴트. 유명 레스토랑 《엘리제》의 후계자 아들, 켄사쿠가 채용하였다.

### 그 외
카모사와 신이치 - 하바 유이치
세리, 나즈나의 아버지. 《toile》의 프랑스 요리 세프였지만, 갑자기 그만두고 나스로 귀향을 간다. 그곳에서 자연을 풍경으로 느낄 수 있는 레스토랑을 개업하지만 1년 만에 폐점. 그 후 양로원에서 요리사를 하지만, 세상을 떠난다.
카모사와 타미코(45) - 이치게 요시에
신이치의 후처. 나즈나의 친어머니, 세리의 양모.
우에하타 고타로(27) - 나가이 마사루
양로원 근처의 오가닉 야채 농원의 조카. 세리를 좋아하지만, 고백하지 못하는 과묵한 성격.
타치바나 켄조 (55) - 카자마 모리오
켄사쿠의 형. 《toile》의 세프였지만, 미각 장애가 닥친다. 무책임하지만, 요리에 대한 조언을 여러 형태로 보내온다. 세리의 후임으로 노인 아파트의 요리장을 맡고 있다.
스마 키누코 (25) - 쿄쿠야마 에리
잡지자 기사. 《Petit toile》에 흥미를 갖는다.
히지카타 사나코 (53) - 타카하시 케이코
세리의 친어머니. 도쿄의 레스토랑을 그만두고 나스로 귀향간 신이치와 이혼, 현재는 파리 거주. 《toile》를 매수한 사람.

### 게스트
카를로스 코이즈미 - 타니 케이 (제2화)
일본계 브라질인 3세. 22년 전, 자살 직전에 신이치의 요리를 먹어 용기를 얻어, 브라질에서 커피 농원과 호텔 경영으로 재산을 모은, 미식가 겸 사업가. 신이치의 레스토랑을 찾기 위해 도쿄를 뒤지고 있을 때 우연히 만난 세리를 만나 비서의 권유로 레스토랑을 방문한다.
아베 마리코 - 이시다 유리코 (제3화)
결혼전 옛 남자친구 마사토를 불러, 《Petit toile》에서 함께 식사 한다.
아다치 마사토 - 호소카와 시게키 (제3화)
마리코의 옛 남자친구. 호불호가 분명한 편식주의, 세리가 그가 좋아하지 않는 재료로 만든 음식을 내오자 화를 낸다.
에지마 아키 - 야마구치 사야카 (제4화)
자신의 아버지에게 약혼자를 소개하기 위해 《Petit toile》를 방문한다.
에지마 슈우지 - 니시무라 마사히코 (제4화)
아키의 아버지. 자신보다 딸이 좀 더 좋은 남자와 결혼하여, 행복하게 살았으면 하고 바란다.
타카모리 요시아키 - 오오타카 히로오(제4화)
아키의 약혼자. 연구소 근무. 아키의 아버지보다 한 살 더 많다.
이토 아키후미 - 사노 시로 (제5화)
15년 전에 켄사쿠, 켄조와 함께 파리에서 레스토랑을 개업하고 있었지만 다툼 뒤에 현재는 라이벌. 《toile》의 새로운 오너이기도 하다.
나가하라 스즈코 - 카토 아이 (제6화)
파리에 유학을 가서 공부하고 싶은 견습생 파티시에. 토도가 없어졌을 때 켄스케가 임시의 어시스턴트로서 고용했다.
나가하라 미나코 - 오토나시 미키코 (제6화)
스즈코의 어머니. 과거 요리사이기도 하였다.
쿠사카 미야코 - 리 레이센 (제7화)
《나스의 숲케어 하우스》양로원 의 새로운 입주자. 여름 휴가를 맡아 연 바베큐 파티 때, 사람들과 친해진다.
아오키 나오토 - 시마다 토모노스케 (제8화)
부모님의 결혼기념과 화해를 바라면서, 《Petit toile》에 예약한 초등학생.
아오키 슈헤이 - 벳쇼 테츠야 (제8화)
나오토의 아버지.
아오키 후지코 - 오오츠카 네네 (제8화)
나오토의 어머니.
마에다 - 카네다 아키오 (제9화)
켄사쿠에 《Petit Etoile》 개점시 융자받은 은행의 근무하는 직원.
노신사 - 핫토리 유키오 (최종회)
노부인 - 안도 카즈 (최종회)

## 스태프
- 각본：미나모토 타카시, 고토 노리코, 나리타 하지메, 이토 타카시, 모토이 쿠미
- 연출：미나모토 타카시, 야마모토 카즈오, 키키 마사히코, 시라네 케이조
- 프로듀서：스즈키 모토유키, 카와시마 에이지, 카지노 유지
- 요리·소물리에 감수：사토우 요우이치
- 푸드 코디네이터：사토미 요코
- 촬영 : 사코 노부히로, 스도 야스오, 카와사키 아키라, 아키 타카히토, 신하마 쇼고
- 편집 : 와타나베 켄야
- 의상 : 모토다테 루미코, 사가에 타케시, 이와호리 유카리
- 조명 : 하기와라 후미히코, 카이호 에이키치
- 음향효과 : 쿠리야마 노부히코,
- 미술 : 모리카와 카즈오
- 음악 : 쿠보타 미나
- 제작：홀리프로, TBS

## 관련 음반

### 주제곡
- 浜崎あゆみ / Voyage
  - 이 곡으로 제44회 일본 레코드 대상을 수상

### Original Sound Tracks
1. プティ・エトワールのテーマ
2. 健作と藤道のテーマ
3. キッチンは小さな戦場
4. おかしな三人
5. 健作のテーマ
6. 瀬里の願い事
7. A BOX of Caramel
8. cuisiniere
9. 幸せの魔法
10. 落ち着かない足音
11. Voyage～piano solo version～
12. 不思議なキッチン
13. The Herb Called Seri
14. 転がるコルク
15. Caramel
16. ワインとスーシェフ
17. Voyage～piano solo version～
18. 瀬里のキッチン～厨房のテーマ
19. 気まぐれなカープ
20. The Little Agent～名津菜のテーマ
21. 星を見上げて
22. A Little Chef～瀬里のテーマ

## 부제·시청률
| 각 화  | 방송일          | 부제                                   | 시청률 |
| ------ | --------------- | -------------------------------------- | ------ |
| 제1화  | 2002년 7월 10일 | 마음을 치료해주는 레스토랑이 오늘 탄생 | 8.9%   |
| 제2화  | 2002년 7월 17일 | 절품! 생명의 차가운 비프 스프          | 8.6%   |
| 제3화  | 2002년 7월 24일 | 결혼 전야!빼앗은 사랑의 디너           | 6.3%   |
| 제4화  | 2002년 7월 31일 | 궁극의 성게가 허락한 딸의 결혼         | 9.3%   |
| 제5화  | 2002년 8월 7일  | 궁극의 전복 vs 사상 최악의 손님        | 8.6%   |
| 제6화  | 2002년 8월 14일 | 어머니와 딸…화해의 복숭아&크레페       | 7.8%   |
| 제7화  | 2002년 8월 21일 | 어머니와의 재회!?역전의 파에리아       | 8.1%   |
| 제8화  | 2002년 8월 28일 | 부부의 위기에 마법의 리조트            | 9.7%   |
| 제9화  | 2002년 9월 4일  | 마침내 폐점! 마지막 최고의 10일…       | 7.2%   |
| 최종화 | 2002년 9월 11일 | 엄마 고마워요 아버지와 딸…마지막 요리  | 6.9%   |

- 평균 시청률 8.2%, 최고 시청률 9.7%.

### 방송 시간 변경
- 제 5,8화는 10시 30분부터 방송.
- 최종화는 10시 10분부터 방송.